# 말콤 포브스

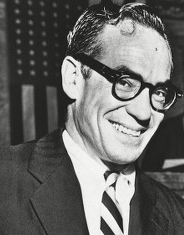
1957년 모습

말콤 스티븐슨 포브스(영어: Malcolm Stevenson Forbes, 1919년 8월 19일 ~ 1990년 2월 24일)는 그의 아버지 B. C. 포브스가 설립한 포브스지의 발행인으로 가장 잘 알려진 미국의 기업가이자 정치인이었다. 그는 자본주의와 자유 시장 경제의 열렬한 발기인이자 파티, 여행, 집, 요트, 항공기, 예술품, 오토바이 및 파베르제 계란 컬렉션에 지출하는 사치스러운 생활 방식으로 알려졌다.
포브스는 정치에도 적극적이었다. 그는 서머싯군을 대표하는 뉴저지 상원 의원으로 두 번의 임기를 역임했으며 뉴저지 주지사를 위해 두 번의 캠페인을 진행했다. 1953년에 그는 대부분의 당 설립자들의 지지를 받았던 폴 L. 트로스트(Paul L. Troast)에게 공화당 후보 지명을 잃었다. 1957년 그는 후보로 지명되었으나 현직 주지사인 로버트 메이너에게 패했다.